# Rhododendron cornu-bovis
Rhododendron cornu-bovis är en ljungväxtart som beskrevs av Herman Otto Sleumer. Rhododendron cornu-bovis ingår i släktet rododendron, och familjen ljungväxter. Inga underarter finns listade i Catalogue of Life.